# Liste de films britanniques sortis dans les années 1970

## 1970
| Titre                                                        | Réalisateur                   | Distribution                                               | Genre               | Notes                                                          |
| ------------------------------------------------------------ | ----------------------------- | ---------------------------------------------------------- | ------------------- | -------------------------------------------------------------- |
| L'Abominable Homme des cavernes                              | Freddie Francis               | Joan Crawford, Michael Gough                               | Science-fiction     |                                                                |
| Les Aventures du brigadier Gérard (The Adventures of Gerard) | Jerzy Skolimowski             | Peter McEnery, Claudia Cardinale, Eli Wallach              | Action/Comédie      |                                                                |
| And Soon the Darkness                                        | Robert Fuest                  | Pamela Franklin, Michele Dotrice, Sandor Elès              | Thriller            |                                                                |
| L'Arnaqueuse                                                 | Peter Hall                    | Ursula Andress, Stanley Baker, David Warner                | Crime               |                                                                |
| Les Baroudeurs                                               | Peter Collinson               | Tony Curtis, Charles Bronson                               | Comédie /War        |                                                                |
| The Beast in the Cellar                                      | James Kelley                  | Beryl Reid, Flora Robson                                   | Horreur             |                                                                |
| The Beloved                                                  | George Cosmatos               | Raquel Welch, Richard Johnson                              | Drame               |                                                                |
| The Body                                                     | Roy Battersby                 | Frank Finlay, Vanessa Redgrave                             | Documentaire        |                                                                |
| The Breaking of Bumbo                                        | Andrew Sinclair               | Richard Warwick, Joanna Lumley                             | Comédie             |                                                                |
| The Buttercup Chain                                          | Robert Ellis Miller           | Hywel Bennett, Jane Asher                                  | Drame               | Entered into the 1970 Cannes Film Festival                     |
| Carry On Loving                                              | Gerald Thomas                 | Kenneth Williams, Sid James                                | Comédie             |                                                                |
| Carry On Up the Jungle                                       | Gerald Thomas                 | Frankie Howerd, Sid James                                  | Comédie             |                                                                |
| Chambres communicantes                                       | Franklin Gollings             | Bette Davis, Michael Redgrave, Alexis Kanner               | Drame               |                                                                |
| Les Cicatrices de Dracula                                    | Roy Ward Baker                | Christopher Lee, Patrick Troughton, Jenny Hanley           | Horreur             |                                                                |
| Clegg                                                        | Lindsay Shonteff              | Gilbert Wynne, Gary Hope                                   | Crime               |                                                                |
| Cool It Carol!                                               | Pete Walker                   | Robin Askwith, Janet Lynn                                  | Sex Comédie /Drame  |                                                                |
| Country Dance                                                | J. Lee Thompson               | Peter O'Toole, Susannah York                               | Drame               |                                                                |
| Cromwell                                                     | Ken Hughes                    | Richard Harris, Alec Guinness                              | Biopic              | Entered into the 7th Moscow International Film Festival        |
| Cry of the Banshee                                           | Gordon Hessler                | Vincent Price, Elisabeth Bergner                           | Horreur             |                                                                |
| Deep End                                                     | Jerzy Skolimowski             | Jane Asher, John Moulder-Brown                             | Drame               |                                                                |
| La Dernière Grenade                                          | Gordon Flemyng                | Stanley Baker, Alex Cord                                   | War                 |                                                                |
| Deux hommes en fuite                                         | Joseph Losey                  | Malcolm McDowell, Robert Shaw                              | Thriller            |                                                                |
| Doctor in Trouble                                            | Ralph Thomas                  | Leslie Phillips, Robert Morley                             | Comédie             |                                                                |
| Dorian Gray                                                  | Massimo Dallamano             | Helmut Berger, Richard Todd, Herbert Lom                   | Thriller            | Co-production with Germany and Italy                           |
| Le Frère, la Sœur et l'Autre                                 | Douglas Hickox                | Beryl Reid, Harry Andrews, Peter McEnery                   | Black Comédie       |                                                                |
| L'Évasion du capitaine Schlütter                             | Lamont Johnson                | Brian Keith, Helmut Griem, Ian Hendry                      | World War II/POW    |                                                                |
| Every Home Should Have One                                   | Jim Clark                     | Marty Feldman, Judy Cornwell                               | Comédie             |                                                                |
| La Fille de Ryan                                             | David Lean                    | Robert Mitchum, Sarah Miles, John Mills, Christopher Jones | Drame               | Winner of two Academy Awards                                   |
| Fragment of Fear                                             | Richard C. Sarafian           | David Hemmings, Gayle Hunnicutt                            | Thriller            |                                                                |
| Futtock's End                                                | Bob Kellett                   | Michael Hordern, Ronnie Barker                             | Comédie             |                                                                |
| Games That Lovers Play                                       | Malcolm Leigh                 | Joanna Lumley, Penny Brahms                                | Comédie             |                                                                |
| The Games                                                    | Michael Winner                | Michael Crawford, Ryan O'Neal                              | Drame               |                                                                |
| Groupie Girl                                                 | Derek Ford                    | Billy Boyle, Jimmy Beck                                    | Sex Comédie /Drame  |                                                                |
| Les Hauts de Hurlevent                                       | Robert Fuest                  | Anna Calder-Marshall, Timothy Dalton                       | Drame               |                                                                |
| Hell Boats                                                   | Paul Wendkos                  | James Franciscus, Elizabeth Shepherd                       | World War II        |                                                                |
| Hello-Goodbye                                                | Jean Negulesco                | Michael Crawford, Curd Jürgens                             | Comédie             |                                                                |
| Hoffman                                                      | Alvin Rakoff                  | Peter Sellers, Sinéad Cusack                               | Drame               |                                                                |
| Les Horreurs de Frankenstein                                 | Jimmy Sangster                | Ralph Bates, Kate O'Mara                                   | Horreur             |                                                                |
| A Horse Called Nijinsky                                      | Jo Durden-Smith               | Nijinsky II                                                | Documentaire        |                                                                |
| L'Inceste                                                    | John Newland                  | Romy Schneider, Donald Houston                             | Drame               |                                                                |
| Les Inconnus de Malte (Eyewitness)                           | John Hough                    | Mark Lester, Lionel Jeffries, Susan George                 | Thriller            |                                                                |
| Jules César                                                  | Stuart Burge                  | Charlton Heston, John Gielgud                              | Drame               | Filmed Shakespeare play.                                       |
| Lâchez les monstres                                          | Gordon Hessler                | Vincent Price, Christopher Lee                             | Horreur thriller    |                                                                |
| Léo le dernier                                               | John Boorman                  | Marcello Mastroianni, Billie Whitelaw                      | Drame               | Boorman won Best Réalisateurs at the 1970 Cannes Film Festival |
| Let It Be                                                    | Michael Lindsay-Hogg          | The Beatles                                                | Music Documentaire  |                                                                |
| The Longest Most Meaningless Movie in the World              | Vincent Patouillard           | None                                                       | Documentaire        |                                                                |
| Love Is a Splendid Illusion                                  | Tom Clegg                     | Simon Brent, Andrée Flamand                                | Drame               |                                                                |
| Le Magot                                                     | Silvio Narizzano              | Richard Attenborough, Lee Remick                           | Black Comédie       | Entered into the 1971 Cannes Film Festival                     |
| La Maison qui tue                                            | Peter Duffell                 | Christopher Lee, Peter Cushing                             | Portmanteau Horreur |                                                                |
| The Man Who Had Power Over Women                             | John Krish                    | Rod Taylor, Carol White                                    | Comédie             |                                                                |
| Le Mannequin défiguré                                        | Alan Gibson                   | Stefanie Powers, James Olson                               | Horreur             |                                                                |
| Le Messager                                                  | Joseph Losey                  | Julie Christie, Alan Bates                                 | Drame               | Won the Grand Prix at the 1971 Cannes Film Festival            |
| The Mind of Mr. Soames                                       | Alan Cooke                    | Terence Stamp, Robert Vaughn                               | Science-fiction     |                                                                |
| Ned Kelly                                                    | Tony Richardson               | Mick Jagger, Mark McManus                                  | Aventure            |                                                                |
| The Nine Ages of Nakedness                                   | Harrison Marks                | Rita Webb, Sue Bond                                        | Sex Comédie         |                                                                |
| One Brief Summer                                             | John Mackenzie                | Clifford Evans (en), Felicity Gibson                       | Drame               |                                                                |
| One Day in the Life of Ivan Denisovich                       | Caspar Wrede                  | Tom Courtenay, Espen Skjønberg                             | Drame               | Co-production with Norway                                      |
| Performance                                                  | Donald Cammell, Nicolas Roeg  | Mick Jagger, James Fox                                     | Drame/Crime         | Number 48 in the BFI Top 100 British films                     |
| Praise Marx and Pass the Ammunition                          | Maurice Hatton                | John Thaw, Edina Ronay                                     | Comédie             |                                                                |
| The Railway Children                                         | Lionel Jeffries               | Jenny Agutter, Gary Warren                                 | Family Drame        | Number 66 in the BFI Top 100 British films                     |
| The Reckoning                                                | Jack Gold                     | Nicol Williamson, Ann Bell                                 | Drame               |                                                                |
| The Rise and Rise of Michael Rimmer                          | Kevin Billington              | Peter Cook, Denholm Elliott, Ronald Fraser                 | Comédie /Satire     |                                                                |
| Say Hello to Yesterday                                       | Alvin Rakoff                  | Jean Simmons, Leonard Whiting                              | Drame               |                                                                |
| Scrooge                                                      | Ronald Neame                  | Albert Finney, Alec Guinness                               | Musical             |                                                                |
| La Seconde Mort d'Harold Pelham                              | Basil Dearden                 | Roger Moore, Anton Rodgers, Thorley Walters                | Thriller            |                                                                |
| Secrets of Sex                                               | Antony Balch                  | Richard Schulman, Janet Spearman                           | Sex fantasy         |                                                                |
| Simon, Simon                                                 | Graham Stark                  | Peter Sellers, Julia Foster                                | Comédie             | Short film                                                     |
| Some Will, Some Won't                                        | Duncan Wood                   | Ronnie Corbett, Leslie Phillips                            | Comédie             |                                                                |
| Spring and Port Wine                                         | Peter Hammond                 | James Mason, Diana Coupland                                | Drame               |                                                                |
| La Symphonie pathétique                                      | Ken Russell                   | Richard Chamberlain, Glenda Jackson                        | Film biographique   |                                                                |
| Take a Girl Like You                                         | Jonathan Miller               | Hayley Mills, Oliver Reed                                  | Comédie             |                                                                |
| Tam Lin                                                      | Roddy McDowall                | Ava Gardner, Ian McShane                                   | Horreur             |                                                                |
| Taste of Excitement                                          | Don Sharp                     | Eva Renzi, David Buck                                      | Crime               |                                                                |
| Three Sisters                                                | Laurence Olivier, John Sichel | Jeanne Watts, Joan Plowright                               | Drame               | Film of Chekhov play.                                          |
| Trop tard pour les héros                                     | Robert Aldrich                | Michael Caine, Cliff Robertson                             | World War II        |                                                                |
| Two a Penny                                                  | James F. Collier              | Cliff Richard, Dora Bryan                                  | Drame               |                                                                |
| Un jour sur la plage                                         | Simon Hesera                  | Mark Burns, Beatie Edney                                   | Drame               |                                                                |
| Une fille dans ma soupe (There's a Girl in My Soup)          | Roy Boulting                  | Peter Sellers, Goldie Hawn                                 | Comédie             |                                                                |
| Une tête coupée                                              | Dick Clement                  | Lee Remick, Richard Attenborough                           | Black Comédie       |                                                                |
| Les Passions des vampires                                    | Roy Ward Baker                | Ingrid Pitt, Kate O'Mara, Peter Cushing                    | Horreur             |                                                                |
| La Vie privée de Sherlock Holmes                             | Billy Wilder                  | Robert Stephens, Christopher Lee                           | Detective Drame     |                                                                |
| La Vierge et le Gitan                                        | Christopher Miles             | Joanna Shimkus, Franco Nero                                | Drame               | Screened at the 1970 Cannes Film Festival                      |
| The Walking Stick                                            | Eric Till                     | David Hemmings, Samantha Eggar                             | Crime               |                                                                |
| The Yin and the Yang of Mr. Go                               | Burgess Meredith              | James Mason, Jack MacGowran                                | Thriller            |                                                                |

## 1971
| Titre                                               | Réalisateurs                 | Distribution                                              | Genre                 | Notes                                                                |
| --------------------------------------------------- | ---------------------------- | --------------------------------------------------------- | --------------------- | -------------------------------------------------------------------- |
| L'Abominable Docteur Phibes                         | Robert Fuest                 | Vincent Price, Joseph Cotten                              | Horreur/Comédie       |                                                                      |
| All the Right Noises                                | Gerry O'Hara                 | Tom Bell, Olivia Hussey                                   | Drame                 |                                                                      |
| Assault                                             | Sidney Hayers                | Suzy Kendall, Frank Finlay                                | Thriller              |                                                                      |
| Bloomfield                                          | Richard Harris, Uri Zohar    | Richard Harris, Romy Schneider                            | Drame                 | Entered into the 21st Berlin International Film Festival             |
| The Boy Friend                                      | Ken Russell                  | Twiggy, Christopher Gable                                 | Musical/Comédie       |                                                                      |
| Bread                                               | Stanley Long                 | Anthony Nigel, Peter Marinker                             | Musical               |                                                                      |
| Bronco Bullfrog                                     | Barney Platts-Mills          | Del Walker, Anne Gooding                                  | Drame                 |                                                                      |
| Les Brutes dans la ville                            | Robert Parrish               | Telly Savalas, Robert Shaw, Stella Stevens                | Western               | Co-production with Spain                                             |
| Burke & Hare                                        | Vernon Sewell                | Derren Nesbitt, Harry Andrews                             | Horreur               |                                                                      |
| Carry On Henry                                      | Gerald Thomas                | Kenneth Williams, Joan Sims                               | Comédie               |                                                                      |
| Carry On at Your Convenience                        | Gerald Thomas                | Sid James, Kenneth Williams, Joan Sims                    | Comédie               |                                                                      |
| The Chairman's Wife                                 | Gerry O'Hara                 | David de Keyser, Fiona Lewis, John Osborne                | Drame                 | Short film                                                           |
| Les Chiens de paille                                | Sam Peckinpah                | Dustin Hoffman, Susan George                              | Drame/Thriller        |                                                                      |
| La Cible hurlante                                   | Douglas Hickox               | Oliver Reed, Jill St. John, Ian McShane                   | Crime Drame           |                                                                      |
| Clinic Exclusive                                    | Don Chaffey                  | Georgina Ward, Alexander Davion                           | Comédie               |                                                                      |
| Commando pour un homme seul (When Eight Bells Toll) | Étienne Périer               | Anthony Hopkins, Nathalie Delon, Jack Hawkins             | Espionnage Action     |                                                                      |
| Comtesse Dracula                                    | Peter Sasdy                  | Ingrid Pitt, Nigel Green                                  | Horreur               |                                                                      |
| Le Corrupteur                                       | Michael Winner               | Marlon Brando, Stephanie Beacham                          | Horreur               |                                                                      |
| Creatures the World Forgot                          | Don Chaffey                  | Julie Ege, Brian O'Shaughnessy                            | Aventure              |                                                                      |
| Crucible of Terror                                  | Ted Hooker                   | Mike Raven, Mary Maude, James Bolam                       | Horreur               |                                                                      |
| Dad's Army                                          | Norman Cohen                 | Arthur Lowe, John Le Mesurier                             | Comédie               | Spin-off of Dad's Army                                               |
| Deux enfants qui s'aiment                           | Lewis Gilbert                | Sean Bury, Anicée Alvina                                  | Romance               |                                                                      |
| Les Diables                                         | Ken Russell                  | Oliver Reed, Vanessa Redgrave                             | Drame                 |                                                                      |
| Diabólica malicia                                   | James Kelley, Andrea Bianchi | Mark Lester, Britt Ekland, Hardy Krüger                   | Black Comédie         |                                                                      |
| Les diamants sont éternels                          | Guy Hamilton                 | Sean Connery, Charles Gray, Jill St. John                 | Espionnage /Action    |                                                                      |
| Les Doigts croisés                                  | Dick Clement                 | Kirk Douglas, Marlène Jobert, Trevor Howard               | Espionnage /Comédie   |                                                                      |
| Dr Jekyll et Sister Hyde                            | Roy Ward Baker               | Ralph Bates, Martine Beswick                              | Horreur               |                                                                      |
| Dulcima                                             | Frank Nesbitt                | Carol White, John Mills                                   | Drame                 | Entered into the 21st Berlin International Film Festival             |
| An Elephant Called Slowly                           | James Hill                   | Virginia McKenna, Bill Travers                            | Aventure              |                                                                      |
| L'Étrangleur de Rillington Place                    | Richard Fleischer            | Richard Attenborough, John Hurt, Judy Geeson              | Crime                 |                                                                      |
| Family Life                                         | Ken Loach                    | Sandy Ratcliff, Bill Dean                                 | Drame                 |                                                                      |
| La Fille de Jack l'Éventreur                        | Peter Sasdy                  | Eric Porter, Angharad Rees                                | Horreur               |                                                                      |
| Flight of the Doves                                 | Ralph Nelson                 | Ron Moody, Jack Wild, Stanley Holloway                    | Drame                 |                                                                      |
| Freelance                                           | Francis Megahy               | Ian McShane, Gayle Hunnicutt                              | Thriller              |                                                                      |
| Girl Stroke Boy                                     | Bob Kellett                  | Joan Greenwood, Michael Hordern                           | Comédie /Drame        |                                                                      |
| La Guerre de Murphy                                 | Peter Yates                  | Peter O'Toole, Philippe Noiret                            | World War II          |                                                                      |
| Gumshoe                                             | Stephen Frears               | Albert Finney, Billie Whitelaw                            | Mystery               |                                                                      |
| I, Monster                                          | Stephen Weeks                | Christopher Lee, Peter Cushing                            | Horreur               |                                                                      |
| Incense for the Damned                              | Robert Hartford-Davis        | Patrick Macnee, Peter Cushing                             | Horreur               |                                                                      |
| Kidnapped                                           | Delbert Mann                 | Michael Caine, Trevor Howard, Jack Hawkins                | Aventure              |                                                                      |
| King Lear                                           | Peter Brook                  | Paul Scofield, Irene Worth                                | Drame                 |                                                                      |
| La Loi du milieu                                    | Mike Hodges                  | Michael Caine, Ian Hendry, Britt Ekland                   | Crime                 | Number 16 in the BFI Top 100 British films                           |
| La Soif du vampire                                  | Jimmy Sangster               | Ralph Bates, Yutte Stensgaard                             | Horreur               |                                                                      |
| Macbeth                                             | Roman Polanski               | Jon Finch, Francesca Annis                                | Drame                 |                                                                      |
| The Magnificent Seven Deadly Sins                   | Graham Stark                 | Harry Secombe, Marty Feldman                              | Comédie               |                                                                      |
| Mais qui a tué tante Roo ?                          | Curtis Harrington            | Shelley Winters, Mark Lester                              | Horreur               |                                                                      |
| Marie Stuart, reine d'Écosse                        | Charles Jarrott              | Vanessa Redgrave, Glenda Jackson                          | Historique            |                                                                      |
| Mercredi après-midi                                 | Waris Hussein                | Mark Lester, Tracy Hyde                                   | Romance               |                                                                      |
| Le Messager                                         | Joseph Losey                 | Julie Christie, Alan Bates, Margaret Leighton, Edward Fox | Drame                 | Number 57 in the BFI Top 100 British films. Palme d'or winner        |
| Meurs en hurlant, Marianne                          | Pete Walker                  | Susan George, Barry Evans                                 | Horreur thriller      |                                                                      |
| La Momie sanglante                                  | Seth Holt                    | Valerie Leon, Andrew Keir                                 | Horreur               |                                                                      |
| Mr. Forbush and the Penguins                        | Arne Sucksdorff              | John Hurt, Hayley Mills                                   | Aventure              |                                                                      |
| Nicolas et Alexandra                                | Franklin Schaffner           | Michael Jayston, Janet Suzman                             | Historique biopic     |                                                                      |
| Night After Night After Night                       | Lindsay Shonteff             | Jack May, Justine Lord                                    | Crime/Horreur         |                                                                      |
| The Night Digger                                    | Alastair Reid                | Patricia Neal, Pamela Brown                               | Thriller              |                                                                      |
| La Nuit des maléfices                               | Piers Haggard                | Patrick Wymark, Linda Hayden                              | Horreur               |                                                                      |
| On the Buses                                        | Harry Booth                  | Reg Varney, Bob Grant, Stephen Lewis                      | Comédie               | TV Spin-Off.                                                         |
| Orange mécanique                                    | Stanley Kubrick              | Malcolm McDowell, Patrick Magee, Warren Clarke            | Drame                 | Number 81 in the BFI Top 100 British films.                          |
| Percy                                               | Ralph Thomas                 | Hywel Bennett, Denholm Elliott, Elke Sommer               | Comédie               |                                                                      |
| Le Plaisir des dames                                | Rod Amateau                  | David Niven, Virna Lisi                                   | Comédie               |                                                                      |
| Please Sir!                                         | Mark Stuart                  | John Alderton, Deryck Guyler, Joan Sanderson              | Comédie               | TV Spin-Off.                                                         |
| La Première Folie des Monty Python                  | Ian MacNaughton              | Graham Chapman, John Cleese                               | Comédie               | Remakes of sketches from Monty Python's Flying Circus (series 1 & 2) |
| Prince noir                                         | James Hill                   | Mark Lester, Walter Slezak, Uschi Glas                    | Drame                 |                                                                      |
| Private Road                                        | Barney Platts-Mills          | Susan Penhaligon, Bruce Robinson                          | Drame                 |                                                                      |
| Psychomania                                         | Don Sharp                    | Nicky Henson, Lee Ann Michelle, Roy Holder                | Horreur               |                                                                      |
| Quest for Love                                      | Ralph Thomas                 | Joan Collins, Tom Bell                                    | Science-fiction/Drame |                                                                      |
| The Raging Moon                                     | Bryan Forbes                 | Malcolm McDowell, Nanette Newman                          | Romance               |                                                                      |
| Revenge                                             | Sidney Hayers                | Joan Collins, James Booth                                 | Drame                 |                                                                      |
| Salaud                                              | Michael Tuchner              | Richard Burton                                            | Crime                 |                                                                      |
| She'll Follow You Anywhere                          | David C. Rea                 | Kenneth Cope, Keith Barron, Hilary Pritchard              | Sex Comédie           |                                                                      |
| Suburban Wives                                      | Derek Ford                   | Eva Whishaw, Peter May                                    | Sex Comédie           |                                                                      |
| The Tales of Beatrix Potter                         | Reginald Mills               | Royal Ballet dancers                                      | Dance                 |                                                                      |
| Terreur aveugle                                     | Richard Fleischer            | Mia Farrow                                                | Thriller              |                                                                      |
| Thriller                                            | Peter Collinson              | Ian Bannen, Susan George, Honor Blackman                  | Thriller              |                                                                      |
| Les Troyennes                                       | Michael Cacoyannis           | Katharine Hepburn, Vanessa Redgrave, Geneviève Bujold     | Historique Drame      | Co-production with Greece                                            |
| Un colt pour trois salopards                        | Burt Kennedy                 | Raquel Welch, Robert Culp, Ernest Borgnine                | Western               |                                                                      |
| Un dimanche comme les autres                        | John Schlesinger             | Peter Finch, Glenda Jackson, Murray Head, Peggy Ashcroft  | Drame                 | Number 65 in the BFI Top 100 British films.                          |
| Universal Soldier                                   | Cy Endfield                  | George Lazenby, Ben Carruthers                            | Drame                 |                                                                      |
| Unman, Wittering and Zigo                           | John Mackenzie               | David Hemmings, Douglas Wilmer                            | Thriller              |                                                                      |
| Up the Chastity Belt                                | Bob Kellett                  | Frankie Howerd, Graham Crowden, Bill Fraser (en)          | Comédie               |                                                                      |
| La Vallée perdue                                    | James Clavell                | Michael Caine, Omar Sharif                                | Drame                 |                                                                      |
| Virgin Witch                                        | Ray Austin                   | Ann Michelle, Vicki Michelle                              | Horreur               |                                                                      |
| Walkabout                                           | Nicolas Roeg                 | Jenny Agutter, David Gulpilil                             | Coming-of-age Drame   |                                                                      |
| The Yes Girls                                       | Lindsay Shonteff             | Sue Bond, Sally Muggeridge                                | Sex Comédie           |                                                                      |
| Zeppelin                                            | Étienne Périer               | Michael York, Elke Sommer                                 | World War I           |                                                                      |

## 1972
| Titre                                 | Réalisateurs          | Distribution                                        | Genre                           | Notes                                                          |
| ------------------------------------- | --------------------- | --------------------------------------------------- | ------------------------------- | -------------------------------------------------------------- |
| Adolf Hitler: My Part in his Downfall | Norman Cohen          | Jim Dale, Arthur Lowe, Spike Milligan               | Comédie                         |                                                                |
| Adult Fun                             | James Scott           | Peter Marinker, Deborah Norton                      | Comédie /Thriller               |                                                                |
| The Alf Garnett Saga                  | Bob Kellett           | Warren Mitchell, Dandy Nichols                      | Comédie                         |                                                                |
| Alice's Aventure s in Wonderland      | William Sterling      | Fiona Fullerton, Michael Crawford, Peter Sellers    | Musical                         |                                                                |
| All Coppers Are...                    | Sidney Hayers         | Martin Potter, Julia Foster                         | Drame                           |                                                                |
| The Amazing Mr Blunden                | Lionel Jeffries       | Laurence Naismith, Lynne Frederick                  | Family                          |                                                                |
| Antoine et Cléopâtre                  | Charlton Heston       | Charlton Heston                                     | Historique Drame                |                                                                |
| L'Appel de la forêt                   | Ken Annakin           | Charlton Heston, Michèle Mercier, Raimund Harmstorf | Aventure                        |                                                                |
| L'Assassinat de Trotsky               | Joseph Losey          | Richard Burton, Alain Delon, Romy Schneider         | Historique Drame                |                                                                |
| Asylum                                | Roy Ward Baker        | Peter Cushing, Herbert Lom, Charlotte Rampling      | Portmanteau Horreur             |                                                                |
| Au Pair Girls                         | Val Guest             | Astrid Frank, Johnny Briggs                         | Sex Comédie                     |                                                                |
| Bartleby                              | Anthony Friedman      | Paul Scofield, John McEnery                         | Drame                           |                                                                |
| Bless This House                      | Gerald Thomas         | Sid James, Terry Scott                              | Comédie                         | Spin-off of Bless This House                                   |
| The Boy Who Turned Yellow             | Michael Powell        | Mark Dightam, Robert Eddison                        | Family Drame                    |                                                                |
| Carry On Abroad                       | Gerald Thomas         | Sid James, Kenneth Williams, Charles Hawtrey        | Comédie                         |                                                                |
| Carry On Matron                       | Gerald Thomas         | Kenneth Williams, Sid James                         | Comédie                         |                                                                |
| Le Cirque des vampires                | Robert Young          | Anthony Higgins, Adrienne Corri, Lalla Ward         | Horreur                         |                                                                |
| Cry Wolf                              | John Davis            | Anthony Kemp, Mary Burleigh                         | Drame                           |                                                                |
| Danny Jones                           | Jules Bricken         | Frank Finlay, Jane Carr                             | Drame                           |                                                                |
| The Darwin Aventure                   | Jack Couffer          | Nicholas Clay, Susan Macready                       | Film biographique               |                                                                |
| A Day in the Death of Joe Egg         | Peter Medak           | Alan Bates, Janet Suzman                            | Black Comédie                   |                                                                |
| Death Line                            | Gary Sherman          | Donald Pleasence, David Ladd (en)                   | Horreur                         |                                                                |
| Doomwatch                             | Peter Sasdy           | Ian Bannen, Judy Geeson                             | Science-fiction mystery         | TV Series Spin-Off.                                            |
| Dracula 73                            | Alan Gibson           | Christopher Lee, Peter Cushing                      | Horreur                         |                                                                |
| Endless Night                         | Sidney Gilliat        | Hayley Mills, Britt Ekland                          | Mystery                         |                                                                |
| The Fiend                             | Robert Hartford-Davis | Ann Todd, Tony Beckley, Patrick Magee               | Horreur                         |                                                                |
| For the Love of Ada                   | Ronnie Baxter         | Irene Handl, Wilfred Pickles                        | Comédie                         | Spin-off of For the Love of Ada                                |
| Four Dimensions of Greta              | Pete Walker           | Tristan Rogers, Karen Boyes                         | Sex Comédie                     | With 3-D sequences.                                            |
| François et le Chemin du soleil       | Franco Zeffirelli     | Graham Faulkner, Judi Bowker                        | Film biographique               |                                                                |
| Frenzy                                | Alfred Hitchcock      | Jon Finch, Barry Foster, Alec McCowen               | Thriller                        |                                                                |
| Fright                                | Peter Collinson       | Susan George, Ian Bannen                            | Horreur                         |                                                                |
| Glastonbury Fayre                     | Nicolas Roeg          | Family, Arthur Brown, Fairport Convention           | Documentaire                    | a film of Glastonbury Festival                                 |
| Go for a Take                         | Harry Booth           | Dennis Price, Bob Todd                              | Comédie                         |                                                                |
| Les Griffes du lion                   | Richard Attenborough  | Simon Ward, Robert Shaw, Anne Bancroft              | Biographie                      |                                                                |
| Henry VIII and His Six Wives          | Waris Hussein         | Keith Michell, Charlotte Rampling, Donald Pleasence | Drame                           | Based on a BBC TV series                                       |
| Hide and Seek                         | David Eady            | Peter Newby, Gary Kemp                              | Family/Aventure                 |                                                                |
| I Want What I Want                    | John Dexter           | Anne Heywood, Harry Andrews, Jill Bennett           | Drame                           |                                                                |
| Images                                | Robert Altman         | Susannah York, René Auberjonois                     | Drame                           |                                                                |
| Innocent Bystanders                   | Peter Collinson       | Stanley Baker, Geraldine Chaplin                    | Action                          |                                                                |
| Jeanne, papesse du diable             | Michael Anderson      | Liv Ullmann, Franco Nero, Maximilian Schell         | Drame                           |                                                                |
| Le Joueur de flûte                    | Jacques Demy          | Donovan, Donald Pleasence                           | Fantasy                         |                                                                |
| Le Limier                             | Joseph L. Mankiewicz  | Laurence Olivier, Michael Caine                     | Mystery/Thriller                |                                                                |
| Madame Sin                            | David Greene          | Bette Davis, Robert Wagner                          | Thriller                        |                                                                |
| Made                                  | John Mackenzie        | Carol White, Roy Harper                             | Drame                           |                                                                |
| Mutiny on the Buses                   | Harry Booth           | Reg Varney, Bob Grant, Stephen Lewis                | Comédie                         | TV sitcom Spin-Off sequel.                                     |
| Nearest and Dearest                   | John Robins           | Hylda Baker, Jimmy Jewel                            | Comédie                         | TV sitcom Spin-Off.                                            |
| Neither the Sea Nor the Sand          | Fred Burnley          | Susan Hampshire, Frank Finlay                       | Thriller                        |                                                                |
| Nobody Ordered Love                   | Robert Hartford-Davis | Ingrid Pitt, Judy Huxtable                          | Horreur                         |                                                                |
| The Offence                           | Sidney Lumet          | Sean Connery, Ian Bannen, Trevor Howard             | Crime                           |                                                                |
| Ooh… You Are Awful                    | Cliff Owen            | Dick Emery                                          | Comédie                         |                                                                |
| The Other Side of the Underneath      | Jane Arden            | Sheila Allen                                        | Drame                           |                                                                |
| Our Miss Fred                         | Bob Kellett           | Danny La Rue                                        | Comédie                         |                                                                |
| Rentadick                             | Jim Clark             | James Booth, Richard Briers                         | Comédie                         |                                                                |
| Retraite mortelle                     | Mike Hodges           | Michael Caine, Mickey Rooney, Lionel Stander        | Crime/Thriller                  |                                                                |
| Le Rideau de la mort                  | Pete Walker           | Ray Brooks, Jenny Hanley                            | Horreur                         | With 3-D sequence.                                             |
| The Ruling Class                      | Peter Medak           | Peter O'Toole, Alastair Sim, Arthur Lowe            | Black Comédie                   |                                                                |
| Running Scared                        | David Hemmings        | Robert Powell, Gayle Hunnicutt                      | Drame                           |                                                                |
| Savage Messiah                        | Ken Russell           | Dorothy Tutin, Scott Antony, Helen Mirren           | Biopic of Henri Gaudier-Brzeska |                                                                |
| Sentimentalement vôtre (Follow Me!)   | Carol Reed            | Mia Farrow, Michael Jayston                         | Comédie                         |                                                                |
| Les Sévices de Dracula                | John Hough            | Peter Cushing, Dennis Price, Madeleine Collinson    | Horreur                         |                                                                |
| Sitting Target                        | Douglas Hickox        | Oliver Reed, Jill St. John                          | Action                          |                                                                |
| Something to Hide                     | Alastair Reid         | Peter Finch, Shelley Winters                        | Thriller                        |                                                                |
| Steptoe and Son                       | Cliff Owen            | Wilfrid Brambell, Harry H. Corbett                  | Comédie                         | TV sitcom Spin-Off.                                            |
| Straight on Till Morning              | Peter Collinson       | Rita Tushingham, Shane Briant                       | Thriller                        |                                                                |
| Tales from the Crypt                  | Freddie Francis       | Ralph Richardson, Joan Collins                      | Horreur                         |                                                                |
| Le Temps d'aimer                      | Christopher Miles     | Joanna Shimkus, Britt Ekland, Susan Hampshire       | Drame                           |                                                                |
| That's Your Funeral                   | John Robins           | Bill Fraser (en), Raymond Huntley                   | Comédie                         | Based on TV series of the same name                            |
| La Tour du diable (Tower of Evil)     | Jim O'Connolly        | Bryant Haliday, Jill Haworth                        | Horreur                         |                                                                |
| The Triple Echo                       | Michael Apted         | Glenda Jackson, Oliver Reed                         | Drame                           | Entered into the Festival international du film de Moscou 1973 |
| Under Milk Wood                       | Andrew Sinclair       | Richard Burton, Elizabeth Taylor, Peter O'Toole     | Comédie /Drame                  |                                                                |
| Une belle tigresse                    | Brian G. Hutton       | Elizabeth Taylor, Michael Caine, Susannah York      | Drame                           |                                                                |
| Up the Front                          | Bob Kellett           | Frankie Howerd, Bill Fraser (en)                    | Comédie                         |                                                                |
| What Became of Jack and Jill?         | Bill Bain             | Vanessa Howard, Mona Washbourne                     | Thriller                        |                                                                |
| Z.P.G.                                | Michael Campus        | Oliver Reed, Geraldine Chaplin                      | Science-fiction                 |                                                                |

## 1973
| Titre                                             | Réalisateurs            | Distribution                                                 | Genre                    | Notes                                                             |
| ------------------------------------------------- | ----------------------- | ------------------------------------------------------------ | ------------------------ | ----------------------------------------------------------------- |
| The 14                                            | David Hemmings          | Jack Wild, June Brown                                        | Drame                    | Won the Silver Bear at Berlin                                     |
| And Now the Screaming Starts!                     | Roy Ward Baker          | Peter Cushing, Herbert Lom                                   | Horreur                  |                                                                   |
| The Asphyx                                        | Peter Newbrook          | Robert Stephens, Robert Powell, Jane Lapotaire               | Horreur                  |                                                                   |
| Assassin                                          | Peter Crane             | Ian Hendry, Edward Judd                                      | Drame                    |                                                                   |
| Baxter!                                           | Lionel Jeffries         | Patricia Neal, Britt Ekland                                  | Drame                    |                                                                   |
| Bequest to the Nation                             | James Cellan Jones      | Glenda Jackson, Peter Finch                                  | Historique               |                                                                   |
| The Big Zapper                                    | Lindsay Shonteff        | Linda Marlowe                                                | Erotic thriller          |                                                                   |
| The Blockhouse                                    | Clive Rees              | Peter Sellers, Charles Aznavour                              | World War II             | Entered into the 23rd Berlin International Film Festival          |
| Carry On Girls                                    | Gerald Thomas           | Sid James, Barbara Windsor                                   | Comédie                  |                                                                   |
| Chacal                                            | Fred Zinneman           | Edward Fox, Michael Lonsdale                                 | Thriller                 | Number 74 in the BFI Top 100 British films                        |
| La Chair du diable                                | Freddie Francis         | Christopher Lee, Peter Cushing                               | Horreur                  |                                                                   |
| Charley One-Eye                                   | Don Chaffey             | Richard Roundtree, Nigel Davenport                           | Western                  | Co-production with US                                             |
| Commuter Husbands                                 | Derek Ford              | Gabrielle Drake, Robin Bailey                                | Sex Comédie              |                                                                   |
| Les Contes aux limites de la folie                | Freddie Francis         | Kim Novak, Jack Hawkins, Donald Pleasence                    | Comédie /Horreur         |                                                                   |
| Dark Places                                       | Don Sharp               | Christopher Lee, Joan Collins                                | Thriller                 |                                                                   |
| Les Décimales du futur                            | Robert Fuest            | Jon Finch, Jenny Runacre                                     | Science-fiction thriller |                                                                   |
| Le Dieu d'osier                                   | Robin Hardy             | Edward Woodward, Christopher Lee, Diane Cilento              | Horreur                  | Number 96 in the BFI Top 100 British films. It was remade in 2006 |
| Digby, the Biggest Dog in the World               | Joseph McGrath          | Jim Dale, Spike Milligan                                     | Family                   |                                                                   |
| Les Dix Derniers Jours d'Hitler                   | Ennio De Concini        | Alec Guinness, Simon Ward                                    | Historique               |                                                                   |
| Don't Just Lie There, Say Something!              | Bob Kellett             |                                                              | Comédie                  |                                                                   |
| Embassy                                           | Gordon Hessler          | Richard Roundtree, Chuck Connors, Max von Sydow              | Thriller                 |                                                                   |
| England Made Me                                   | Peter Duffell           | Peter Finch, Michael York                                    | Drame                    | Co-production avec la Yugoslavie                                  |
| Father, Dear Father                               | William G. Stewart      | Patrick Cargill, Natasha Pyne (en), Donald Sinden            | Comédie                  | Adapted from the TV series                                        |
| Gawain and the Green Knight                       | Stephen Weeks           | Murray Head, Ciaran Madden, Nigel Green                      | Aventure                 |                                                                   |
| Ghost in the Noonday Sun                          | Peter Medak             | Peter Sellers, Spike Milligan                                | Comédie                  |                                                                   |
| Holiday on the Buses                              | Bryan Izzard            | Reg Varney, Bob Grant, Stephen Lewis                         | Comédie                  | TV sitcom Spin-Off sequel.                                        |
| The Homecoming                                    | Peter Hall              | Cyril Cusack, Ian Holm                                       | Drame                    | Adaptation of Pinter play.                                        |
| Horreur Hospital                                  | Antony Balch            | Michael Gough, Robin Askwith                                 | Horreur spoof            |                                                                   |
| The House in Nightmare Park                       | Peter Sykes             | Frankie Howerd, Ray Milland                                  | Comédie /Horreur         |                                                                   |
| Keep It Up, Jack                                  | Derek Ford              | Mark Jones, Sue Longhurst                                    | Sex Comédie              |                                                                   |
| Lady Caroline Lamb                                | Robert Bolt             | Sarah Miles, Richard Chamberlain                             | Historique biopic        |                                                                   |
| The Love Ban                                      | Ralph Thomas            | Hywel Bennett, Nanette Newman                                | Comédie                  |                                                                   |
| Luther                                            | Guy Green               | Stacy Keach, Maurice Denham                                  | Film biographique        |                                                                   |
| Maison de poupée                                  | Joseph Losey            | Jane Fonda, Edward Fox, David Warner                         | Drame                    |                                                                   |
| Maison de poupée                                  | Patrick Garland         | Claire Bloom, Anthony Hopkins                                | Drame                    |                                                                   |
| La Maison des damnés                              | John Hough              | Pamela Franklin, Roddy McDowall                              | Supernatural Horreur     |                                                                   |
| Man at the Top                                    | Mike Vardy              | Kenneth Haigh, Nanette Newman                                | Drame                    | TV series Spin-Off.                                               |
| Le Meilleur des mondes possible                   | Lindsay Anderson        | Malcolm McDowell, Ralph Richardson, Helen Mirren             | Comédie /Drame           |                                                                   |
| La Méprise                                        | Alan Bridges            | Robert Shaw, Sarah Miles                                     | Drame                    | Won the Grand Prix at the 1973 Cannes Film Festival               |
| The National Health                               | Jack Gold               | Lynn Redgrave, Colin Blakely, Eleanor Bron                   | Black Comédie            |                                                                   |
| Ne vous retournez pas                             | Nicolas Roeg            | Julie Christie, Donald Sutherland                            | Horreur thriller         | Number 8 in the BFI Top 100 British films                         |
| Never Mind the Quality Feel the Width             | Ronnie Baxter           | John Bluthal (en), Joe Lynch, Yootha Joyce                   | Comédie                  | TV sitcom spin-off                                                |
| Nothing But the Night                             | Peter Sasdy             | Christopher Lee, Peter Cushing                               | Horreur                  |                                                                   |
| Not Now, Darling                                  | Ray Cooney, David Croft | Geraldine Gardner, Leslie Phillips                           | Comédie                  |                                                                   |
| No Sex Please, We're British                      | Cliff Owen              | Ronnie Corbett, Arthur Lowe                                  | Comédie                  |                                                                   |
| Penny Gold                                        | Jack Cardiff            | James Booth, Francesca Annis                                 | Thriller                 |                                                                   |
| Le Piège                                          | John Huston             | Paul Newman, Dominique Sanda, James Mason                    | Espionnage /Thriller     |                                                                   |
| Scream... and Die!                                | José Ramón Larraz       | Andrea Allan, Karl Lanchbury                                 | Horreur                  |                                                                   |
| Secrets of a Door-to-Door Salesman                | Wolf Rilla              | Brendan Price, Karen Boyes                                   | Sex Comédie              |                                                                   |
| Steptoe and Son Ride Again                        | Peter Sykes             | Wilfrid Brambell, Harry H. Corbett                           | Comédie                  | TV sitcom Spin-Off sequel.                                        |
| Take Me High                                      | David Askey             | Cliff Richard, Deborah Watling, Hugh Griffith                | Musical                  |                                                                   |
| Terreur dans la nuit                              | Brian G. Hutton         | Elizabeth Taylor, Laurence Harvey                            | Mystery/Horreur          |                                                                   |
| That'll Be the Day                                | Claude Whatham          | David Essex, Ringo Starr                                     | Drame                    |                                                                   |
| Théâtre de sang                                   | Douglas Hickox          | Vincent Price, Diana Rigg                                    | Comédie /Horreur         |                                                                   |
| Tiffany Jones (en)                                | Pete Walker             | Anouska Hempel                                               | Sex Comédie              |                                                                   |
| Les Trois Mousquetaires (The Three Musketeers)    | Richard Lester          | Michael York, Oliver Reed, Richard Chamberlain, Frank Finlay | Aventure                 |                                                                   |
| Une maîtresse dans les bras, une femme sur le dos | Melvin Frank            | George Segal, Glenda Jackson                                 | Comédie                  |                                                                   |
| Vivre et laisser mourir                           | Guy Hamilton            | Roger Moore, Jane Seymour, Yaphet Kotto                      | Espionnage /Action       | First performance of Roger Moore as James Bond                    |
| Voices                                            | Kevin Billington        | David Hemmings, Gayle Hunnicutt                              | Thriller/Horreur         |                                                                   |
| White Cargo                                       | Ray Selfe               | David Jason, Hugh Lloyd                                      | Comédie                  |                                                                   |
| Who?                                              | Jack Gold               | Elliott Gould, Trevor Howard                                 | Thriller                 |                                                                   |

## 1974
| Titre                                                                       | Réalisateurs        | Distribution                                                 | Genre                     | Notes                                                                                        |
| --------------------------------------------------------------------------- | ------------------- | ------------------------------------------------------------ | ------------------------- | -------------------------------------------------------------------------------------------- |
| 11 Harrowhouse                                                              | Aram Avakian        | Charles Grodin, Candice Bergen, James Mason                  | Thriller                  |                                                                                              |
| The Abdication                                                              | Anthony Harvey      | Peter Finch, Liv Ullmann                                     | Historique                |                                                                                              |
| Akenfield                                                                   | Peter Hall          | Garrow Shand                                                 | Drame                     |                                                                                              |
| The Best of Benny Hill                                                      | John Robins         | Benny Hill                                                   | Comédie                   | Skits from his television show                                                               |
| The Best Pair of Legs in the Business                                       | Christopher Hodson  | Reg Varney, Diana Coupland                                   | Comédie /Drame            |                                                                                              |
| Les Bonnes                                                                  | Christopher Miles   | Glenda Jackson, Susannah York                                | Drame                     | Adaptation of the Jean Genet play                                                            |
| Brève rencontre                                                             | Alan Bridges        | Richard Burton, Sophia Loren                                 | Romance/Drame/Remake      |                                                                                              |
| Butley                                                                      | Harold Pinter       | Alan Bates, Jessica Tandy                                    | Drame                     | Film of play by Simon Gray.                                                                  |
| Callan                                                                      | Don Sharp           | Edward Woodward, Eric Porter                                 | Thriller                  | TV Spin-Off.                                                                                 |
| Can You Keep It Up for a Week?                                              | Jim Atkinson        | Jeremy Bulloch, Neil Hallett                                 | Sex Comédie               |                                                                                              |
| Capitaine Kronos, tueur de vampires                                         | Brian Clemens       | Horst Janson, Caroline Munro                                 | Horreur                   |                                                                                              |
| Carry On Dick                                                               | Gerald Thomas       | Sid James, Barbara Windsor                                   | Comédie                   |                                                                                              |
| La Chasse sanglante                                                         | Peter Collinson     | Peter Fonda, John Phillip Law, William Holden                | Action                    |                                                                                              |
| Confessions of a Window Cleaner                                             | Val Guest           | Robin Askwith, Anthony Booth                                 | Sex Comédie               |                                                                                              |
| Contre une poignée de diamants                                              | Don Siegel          | Michael Caine, Donald Pleasence                              | Espionnage /Thriller      |                                                                                              |
| Crime à distance (The Internecine Project)                                  | Ken Hughes          | James Coburn, Lee Grant                                      | Espionnage /Thriller      |                                                                                              |
| Le Crime de l'Orient-Express (Murder on the Orient Express)                 | Sidney Lumet        | Albert Finney, Lauren Bacall, Sean Connery, Ingrid Bergman   | Mystery                   | Based on the Agatha Christie's novel. Academy Award Best supporting Actress (Ingrid Bergman) |
| Dead Cert                                                                   | Tony Richardson     | Scott Antony, Judi Dench                                     | Thriller                  |                                                                                              |
| Deadly Strangers                                                            | Sidney Hayers       | Hayley Mills, Simon Ward                                     | Thriller                  |                                                                                              |
| Diamonds on Wheels                                                          | Jerome Courtland    | Patrick Allen, George Sewell, Barry Jackson (en)             | Comédie                   |                                                                                              |
| Le Dossier Odessa                                                           | Ronald Neame        | Jon Voight, Maximilian Schell, Mary Tamm                     | Espionnage /Thriller      |                                                                                              |
| Dracula vit toujours à Londres                                              | Alan Gibson         | Christopher Lee, Peter Cushing, Joanna Lumley                | Horreur                   |                                                                                              |
| En voiture, Simone                                                          | Roy Boulting        | Peter Sellers, Lila Kedrova, Curd Jürgens                    | World War II Comédie      |                                                                                              |
| Frankenstein et le monstre de l'enfer                                       | Terence Fisher      | Peter Cushing, David Prowse                                  | Horreur                   |                                                                                              |
| The Freakmaker                                                              | Jack Cardiff        | Tom Baker, Brad Harris, Donald Pleasence                     | Horreur                   |                                                                                              |
| Frightmare                                                                  | Pete Walker         | Rupert Davies, Sheila Keith                                  | Horreur                   |                                                                                              |
| From Beyond the Grave                                                       | Kevin Connor        | Peter Cushing, Ian Bannen                                    | Portmanteau Horreur       |                                                                                              |
| The God King                                                                | Lester James Peries | Leigh Lawson, Oliver Tobias                                  | Historique                | Co-production with Sri Lanka                                                                 |
| Gold                                                                        | Peter R. Hunt       | Roger Moore, Susannah York                                   | Aventure                  |                                                                                              |
| Got It Made                                                                 | James Kenelm Clarke | Lalla Ward, Michael Latimer                                  | Drame                     |                                                                                              |
| Great Expectations                                                          | Joseph Hardy        | Michael York, Sarah Miles, James Mason                       |                           | Entered into the Festival international du film de Moscou 1975                               |
| Histoire de fantômes                                                        | Stephen Weeks       | Marianne Faithfull, Leigh Lawson                             | Mystery                   |                                                                                              |
| L'Homme au pistolet d'or (The Man with the Golden Gun)                      | Guy Hamilton        | Roger Moore, Christopher Lee, Maud Adams, Britt Ekland       | Espionnage /Action        |                                                                                              |
| Just One More Time                                                          | Maurice Hamblin     | John Hamill, Sue Longhurst                                   | Sex Comédie               |                                                                                              |
| La Légende des sept vampires d'or (The Legend of the Seven Golden Vampires) | Roy Ward Baker      | Peter Cushing, Julie Ege                                     | Horreur/Action            | Co-production with Hong Kong                                                                 |
| Little Malcolm                                                              | Stuart Cooper       | Rosalind Ayres, John Hurt                                    | Comédie /Drame            | Won the Silver Bear at Berlin                                                                |
| Madhouse                                                                    | Jim Clark           | Vincent Price, Peter Cushing                                 | Horreur                   |                                                                                              |
| Mahler                                                                      | Ken Russell         | Robert Powell, Georgina Hale                                 | Film biographique         |                                                                                              |
| Marseille contrat (The Marseille Contract)                                  | Robert Parrish      | Michael Caine, Anthony Quinn, James Mason                    | Thriller                  |                                                                                              |
| Mistress Pamela                                                             | Jim O'Connolly      | Ann Michelle, Julian Barnes                                  | Drame                     |                                                                                              |
| Le Mystère de la bête humaine                                               | Paul Annett         | Peter Cushing, Calvin Lockhart                               | Horreur                   |                                                                                              |
| On l'appelait Milady                                                        | Richard Lester      | Michael York, Oliver Reed, Richard Chamberlain, Frank Finlay | Aventure                  |                                                                                              |
| Les Optimistes                                                              | Anthony Simmons     | Peter Sellers                                                | Comédie                   |                                                                                              |
| Paul and Michelle                                                           | Lewis Gilbert       | Anicée Alvina, Sean Bury                                     | Drame                     | Co-production with France                                                                    |
| Percy's Progress                                                            | Ralph Thomas        | Leigh Lawson, Elke Sommer                                    | Comédie                   |                                                                                              |
| Persecution                                                                 | Don Chaffey         | Lana Turner, Trevor Howard                                   | Horreur thriller          |                                                                                              |
| Le Petit Prince (The Little Prince)                                         | Stanley Donen       | Steven Warner, Richard Kiley, Gene Wilder                    | Musical                   |                                                                                              |
| Il sorriso del grande tentatore                                             | Damiano Damiani     | Glenda Jackson, Claudio Cassinelli                           | Drame                     | Co-production with Italy                                                                     |
| Stardust                                                                    | Michael Apted       | David Essex, Adam Faith                                      | Drame                     |                                                                                              |
| Swallows and Amazons                                                        | Claude Whatham      | Virginia McKenna, Ronald Fraser                              | Family                    |                                                                                              |
| The Swordsman                                                               | Lindsay Shonteff    | Linda Marlowe                                                | Action                    |                                                                                              |
| Les Symptômes                                                               | José Ramón Larraz   | Angela Pleasence, Raymond Huntley                            | Horreur thriller          | Entered into the 1974 Cannes Film Festival                                                   |
| Terreur sur le Britannic                                                    | Richard Lester      | Richard Harris, Omar Sharif                                  | Drame                     |                                                                                              |
| Top Secret                                                                  | Blake Edwards       | Julie Andrews, Omar Sharif                                   | Romance/Espionnage /Drame |                                                                                              |
| Vampira                                                                     | Clive Donner        | David Niven, Teresa Graves                                   | Horreur Comédie           |                                                                                              |
| Vampyres                                                                    | José Ramón Larraz   | Anulka Dziubinska, Brian Deacon, Michael Byrne               | Horreur                   |                                                                                              |
| Le Voyage fantastique de Sinbad (The Golden Voyage of Sinbad)               | Gordon Hessler      | John Phillip Law, Caroline Munro, Tom Baker                  | Fantasy                   |                                                                                              |
| Un tueur sous influence                                                     | Freddie Francis     | Jack Palance, Diana Dors                                     | Comédie /Horreur          |                                                                                              |
| What Changed Charley Farthing?                                              | Sidney Hayers       | Hayley Mills, Lionel Jeffries                                | Comédie                   |                                                                                              |
| Zardoz                                                                      | John Boorman        | Sean Connery, Charlotte Rampling                             | Science-fiction           |                                                                                              |

## 1975
| Titre                                             | Réalisateurs               | Distribution                                                   | Genre               | Notes                                    |
| ------------------------------------------------- | -------------------------- | -------------------------------------------------------------- | ------------------- | ---------------------------------------- |
| Adam and Nicole                                   | Trevor Wrenn               | Michael Watkins, Jennifer Westbrook                            | Drame               |                                          |
| Alfie Darling                                     | Ken Hughes                 | Alan Price, Jill Townsend                                      | Comédie /Drame      |                                          |
| Autobiographie d'une princesse                    | James Ivory                | James Mason, Madhur Jaffrey                                    | Drame               |                                          |
| Barry Lyndon                                      | Stanley Kubrick            | Ryan O'Neal, Marisa Berenson                                   | Drame               | Winner of four Academy Awards            |
| Brannigan                                         | Douglas Hickox             | John Wayne, Richard Attenborough, Judy Geeson                  | Crime Drame         |                                          |
| Can You Keep It Up for a Week?                    | Jim Atkinson               | Jeremy Bulloch, Neil Hallett                                   | Sex Comédie         |                                          |
| Carry On Behind                                   | Gerald Thomas              | Kenneth Williams, Elke Sommer                                  | Comédie             |                                          |
| Confessions of a Pop Performer                    | Norman Cohen               | Robin Askwith, Anthony Booth                                   | Sex Comédie         |                                          |
| Coupable sans visage                              | Michael Anderson           | Michael York, Richard Attenborough, Susannah York, Stacy Keach | Drame               |                                          |
| Dick Deadeye, or Duty Done                        | Bill Melendez              | Victor Spinetti, Peter Reeves                                  | Musical             |                                          |
| Eskimo Nell                                       | Martin Campbell            | Christopher Timothy, Roy Kinnear, Katy Manning                 | Sex Comédie         |                                          |
| Evil Baby                                         | Peter Sasdy                | Joan Collins, Donald Pleasence                                 | Horreur             |                                          |
| The Firefighters                                  | Jonathan Ingrams           |                                                                | Drame               |                                          |
| Flame                                             | Richard Loncraine          | Slade                                                          | Musical             |                                          |
| Le Frère le plus futé de Sherlock Holmes          | Gene Wilder                | Gene Wilder, Marty Feldman                                     | Comédie             |                                          |
| Le Froussard héroïque                             | Richard Lester             | Malcolm McDowell, Oliver Reed, Alan Bates                      | Aventure /Comédie   |                                          |
| Galileo                                           | Joseph Losey               | Topol, Edward Fox, John Gielgud                                | Biographie          |                                          |
| The Ghoul                                         | Freddie Francis            | Peter Cushing, John Hurt                                       | Horreur             |                                          |
| La Guerre des otages                              | Edward Dmytryk             | George Kennedy, John Mills                                     | Thriller            |                                          |
| Hedda                                             | Trevor Nunn                | Glenda Jackson                                                 | Drame               | Film of Ibsen's play, Hedda Gabler.      |
| Hennessy                                          | Don Sharp                  | Rod Steiger, Lee Remick, Trevor Howard                         | Thriller            |                                          |
| L'Homme qui voulut être roi                       | John Huston                | Sean Connery, Michael Caine, Christopher Plummer               | Aventure            |                                          |
| The Hostages                                      | David Eady                 | Julian Holloway, Robin Askwith                                 | Family              |                                          |
| L'Île du maître                                   | Jack Gold                  | Peter O'Toole, Richard Roundtree                               |                     | Entered into the Festival de Cannes 1975 |
| In Celebration                                    | Lindsay Anderson           | Alan Bates, Brian Cox                                          | Drame               | Filmed play by David Storey.             |
| Inserts                                           | John Byrum                 | Richard Dreyfuss, Veronica Cartwright, Jessica Harper          | Comédie Drame       |                                          |
| Inside Out                                        | Peter Duffell              | Telly Savalas, Robert Culp, James Mason                        | Comédie /Crime      |                                          |
| Intimate Reflections                              | Don Boyd                   | Anton Rodgers, Lillias Walker                                  | Drame               |                                          |
| La Légende du loup-garou (Legend of the Werewolf) | Freddie Francis            | Peter Cushing, Ron Moody                                       | Horreur             |                                          |
| The Lifetaker                                     | Michael Papas              | Terence Morgan, Peter Duncan                                   | Thriller            |                                          |
| Lisztomania                                       | Ken Russell                | Roger Daltrey, Fiona Lewis                                     | Musical Biopic      |                                          |
| Monty Python : Sacré Graal !                      | Terry Jones, Terry Gilliam | The members of Monty Python, Carol Cleveland, Neil Innes       | Comédie             |                                          |
| La Nuit de la peur                                | Peter Collinson            | Jacqueline Bisset, Christopher Plummer, John Phillip Law       | Thriller            |                                          |
| Objectif Lotus                                    | Robert Stevenson           | Peter Ustinov, Helen Hayes, Clive Revill                       | Comédie             |                                          |
| The Old Curiosity Shop                            | Michael Tuchner            | Anthony Newley, David Hemmings                                 | Musical             |                                          |
| Out of Season                                     | Alan Bridges               | Vanessa Redgrave, Cliff Robertson, Susan George                | Drame/Romance       | Entered into the Berlinale 1975          |
| Overlord                                          | Stuart Cooper              | Brian Stirner, Davyd Harries                                   |                     | A gagné le grand prix du jury à Berlin   |
| Penelope Pulls It Off                             | Peter Curran               | Linda Marlowe, Anna Bergman                                    | Comédie             |                                          |
| Le Retour de la Panthère rose                     | Blake Edwards              | Peter Sellers, Herbert Lom, Christopher Plummer                | Comédie             |                                          |
| The Rocky Horror Picture Show                     | Jim Sharman                | Tim Curry, Susan Sarandon, Barry Bostwick                      | Cult musical        |                                          |
| Russian Roulette                                  | Lou Lombardo               | George Segal, Cristina Raines                                  | Thriller            | Co-production with Canada                |
| Secrets of a Superstud                            | Morton Lewis, Alan Selwyn  | Anthony Kenyon, Mark Jones                                     | Sex Comédie         |                                          |
| Le Sixième Continent (The Land That Time Forgot)  | Kevin Connor               | Doug McClure, John McEnery                                     | Fantasy/Aventure    |                                          |
| Spanish Fly                                       | Bob Kellett                | Terry-Thomas, Leslie Phillips                                  | Comédie             |                                          |
| T'as pas 100 balles ?                             | Philippe Mora              | Newsreel footage of various personages of the 1930s            | Documentaire        |                                          |
| Three for All                                     | Martin Campbell            | Adrienne Posta, Robert Lindsay, Paul Nicholas                  | Comédie             |                                          |
| Le Tigre de papier                                | Ken Annakin                | David Niven, Toshirō Mifune, Kazuhito Ando                     | Drame               |                                          |
| Tommy                                             | Ken Russell                | Roger Daltrey, Oliver Reed, Ann-Margret, Elton John            | Musical             |                                          |
| La Trahison                                       | Cyril Frankel              | Dirk Bogarde, Ava Gardner, Timothy Dalton                      | Espionnage thriller |                                          |
| Une Anglaise romantique                           | Joseph Losey               | Michael Caine, Glenda Jackson, Helmut Berger                   | Drame               |                                          |
| The Ups and Downs of a Handyman                   | John Sealey                | Barry Stokes, Penny Meredith                                   | Sex Comédie         |                                          |
| Le Veinard                                        | Christopher Miles          | Roger Moore, Susannah York                                     | Comédie             |                                          |
| Le Vent de la violence                            | Ralph Nelson               | Sidney Poitier, Michael Caine, Nicol Williamson                | Thriller            |                                          |
| Winstanley                                        | Kevin Brownlow             | Miles Halliwell                                                | Drame               |                                          |

## 1976
| Titre                                                | Réalisateurs                | Distribution                                                          | Genre                     | Notes                                                    |
| ---------------------------------------------------- | --------------------------- | --------------------------------------------------------------------- | ------------------------- | -------------------------------------------------------- |
| Adventures of a Taxi Driver                          | Stanley Long                | Barry Evans, Judy Geeson                                              | Sex Comédie               |                                                          |
| L'aigle s'est envolé                                 | John Sturges                | Michael Caine, Donald Sutherland                                      | World War II Drame        |                                                          |
| The Bawdy Adventures of Tom Jones                    | Cliff Owen                  | Nicky Henson, Trevor Howard                                           | Comédie musicale          |                                                          |
| The Belstone Fox                                     | James Hill                  | Dennis Waterman, Bill Travers                                         | Drame                     |                                                          |
| Blue Belle                                           | Massimo Dallamano           | Annie Belle, Felicity Devonshire, Maria Rohm                          | Drame                     | Co-production with Italy                                 |
| Bugsy Malone                                         | Alan Parker                 | Scott Baio, Jodie Foster                                              | Musical                   |                                                          |
| Carry On England                                     | Gerald Thomas               | Kenneth Connor, Windsor Davies                                        | Comédie                   |                                                          |
| Centre terre, septième continent                     | Kevin Connor                | Doug McClure, Peter Cushing, Caroline Munro                           | Fantasy Aventure          |                                                          |
| Confessions of a Driving Instructor                  | Norman Cohen                | Robin Askwith, Anthony Booth, Lynda Bellingham                        | Sex Comédie               |                                                          |
| Le Désir et la corruption                            | Ivan Passer                 | Omar Sharif, Karen Black                                              | Black Comédie             | Co-production with West Germany                          |
| Double Exposure                                      | William Webb                | Anouska Hempel, David Baron                                           | Thriller                  |                                                          |
| Emily                                                | Henry Herbert               | Koo Stark, Victor Spinetti                                            | Soft core porn            |                                                          |
| Les Petits Voleurs de chevaux (Escape from the Dark) | Charles Jarrott             | Alastair Sim, Peter Barkworth                                         | Drame                     |                                                          |
| Exposé                                               | James Kenelm Clarke         | Udo Kier, Linda Hayden, Fiona Richmond                                | Thriller                  |                                                          |
| L'Homme qui venait d'ailleurs                        | Nicolas Roeg                | David Bowie, Rip Torn, Candy Clark                                    | Sci fi                    | Entered into the 26th Berlin International Film Festival |
| I'm Not Feeling Myself Tonight                       | Joseph McGrath              | Barry Andrews, James Booth                                            | Sex Comédie               |                                                          |
| The Incredible Sarah                                 | Richard Fleischer           | Glenda Jackson, Daniel Massey                                         | Film biographique         |                                                          |
| Keep It Up Downstairs                                | Robert Young                | Diana Dors, Jack Wild                                                 | Sex Comédie               |                                                          |
| La Malédiction                                       | Richard Donner              | Gregory Peck, Lee Remick, David Warner                                | Horreur                   |                                                          |
| The Memory of Justice                                | Marcel Ophüls               | Karl Dönitz, Albert Speer                                             | World war II Documentaire |                                                          |
| Mortelles confessions                                | Pete Walker                 | Anthony Sharp, Susan Penhaligon                                       | Horreur                   |                                                          |
| Nickelodeon                                          | Peter Bogdanovich           | Ryan O'Neal, Burt Reynolds                                            | Comédie                   | Co-production with the US                                |
| Not Now, Comrade                                     | Ray Cooney, Harold Snoad    | Ray Cooney, Windsor Davies                                            | Comédie                   |                                                          |
| Parole d'homme                                       | Peter R. Hunt               | Lee Marvin, Roger Moore                                               | Action                    |                                                          |
| Le Pont de Cassandra                                 | George Cosmatos             | Richard Harris, Sophia Loren, Burt Lancaster                          | Disaster film             |                                                          |
| Pressure                                             | Horace Ové                  | Herbert Norville, Oscar James                                         | Drame                     |                                                          |
| Quand la Panthère rose s'emmêle                      | Blake Edwards               | Peter Sellers, Herbert Lom, Lesley-Anne Down                          | Comédie                   |                                                          |
| Queen Kong                                           | Frank Agrama                | Robin Askwith, Rula Lenska, Valerie Leon                              | Comédie                   |                                                          |
| The Ritz                                             | Richard Lester              | Jack Weston, Rita Moreno                                              | Comédie                   |                                                          |
| La Rose et la Flèche                                 | Richard Lester              | Sean Connery, Audrey Hepburn, Robert Shaw, Nicol Williamson           | Aventure                  |                                                          |
| Sebastiane                                           | Derek Jarman, Paul Humfress | Leonardo Treviglio, Barney James, Richard Warwick                     | Drame                     |                                                          |
| The Sell Out                                         | Peter Collinson             | Oliver Reed, Richard Widmark                                          | Drame                     |                                                          |
| Seven Nights in Japan                                | Lewis Gilbert               | Michael York, Hidemi Aoki                                             | Comédie /Drame            | Co-production with France                                |
| The Sexplorer                                        | Derek Ford                  | Monika Ringwald, Mark Jones                                           | Sex Comédie               |                                                          |
| Sherlock Holmes attaque l'Orient-Express             | Herbert Ross                | Nicol Williamson, Robert Duvall, Alan Arkin, Vanessa Redgrave         | Aventure                  |                                                          |
| The Slipper and the Rose                             | Bryan Forbes                | Gemma Craven, Richard Chamberlain, Michael Hordern, Margaret Lockwood | Musical                   |                                                          |
| The Song Remains the Same                            | Peter Clifton               | Led Zeppelin                                                          | Concert film              |                                                          |
| Le Souffle de la mort                                | Jürgen Goslar               | James Faulkner, Christopher Lee, Trevor Howard                        | Action                    | Co-production                                            |
| Swallows and Amazons                                 | Claude Whatham              | Virginia McKenna, Ronald Fraser                                       | Family                    |                                                          |
| Le Tigre du ciel                                     | Jack Gold                   | Malcolm McDowell, Christopher Plummer                                 | World War I film          |                                                          |
| Under the Doctor                                     | Gerry Poulson               | Barry Evans, Liz Fraser                                               | Sex Comédie               |                                                          |
| Une fille... pour le diable                          | Peter Sykes                 | Richard Widmark, Christopher Lee, Nastassja Kinski, Honor Blackman    | Horreur                   |                                                          |
| Le Voyage des damnés                                 | Stuart Rosenberg            | Faye Dunaway, Oskar Werner, Max von Sydow                             | Drame                     |                                                          |

## 1977
| Titre                                                      | Réalisateurs                             | Distribution                                                 | Genre                      | Notes                                                          |
| ---------------------------------------------------------- | ---------------------------------------- | ------------------------------------------------------------ | -------------------------- | -------------------------------------------------------------- |
| Aventure s of a Private Eye                                | Stanley Long                             | Christopher Neil, Suzy Kendall                               | Comédie                    |                                                                |
| Age of Innocence                                           | Alan Bridges                             | David Warner, Honor Blackman                                 | Drame                      | Co-production with Canada                                      |
| Are You Being Served?                                      | Bob Kellett                              | John Inman, Wendy Richard                                    | Comédie                    | Spin-off of Are You Being Served?                              |
| Bienvenue à la cité sanglante                              | Peter Sasdy                              | Jack Palance, Keir Dullea, Samantha Eggar                    | Western                    | Co-production with Canada                                      |
| Black Joy                                                  | Anthony Simmons                          | Norman Beaton, Floella Benjamin                              | Drame                      | Entered into the 1977 Cannes Film Festival                     |
| The Black Panther                                          | Ian Merrick                              | Donald Sumpter, Debbie Farrington                            | Thriller                   |                                                                |
| Come Play with Me                                          | George Harrison Marks                    | Alfie Bass, Irene Handl                                      | Comédie                    |                                                                |
| Confessions from a Holiday Camp                            | Norman Cohen                             | Robin Askwith, Anthony Booth                                 | Comédie                    |                                                                |
| Le Continent oublié                                        | Kevin Connor                             | Patrick Wayne, Doug McClure, Sarah Douglas                   | Fantasy/Aventure           |                                                                |
| Croix de fer                                               | Sam Peckinpah                            | James Coburn, Maximilian Schell, James Mason                 | World War II               | Co-production with West Germany                                |
| Cruel Passion                                              | Chris Boger                              | Koo Stark, Martin Potter                                     | Drame                      |                                                                |
| The Disappearance                                          | Stuart Cooper                            | Donald Sutherland, Francine Racette                          | Thriller                   |                                                                |
| Les Duellistes (The Duellists)                             | Ridley Scott                             | Keith Carradine, Harvey Keitel                               | Drame                      | Scott won Best First Work at the Festival de Cannes 1977       |
| East of Elephant Rock                                      | Don Boyd                                 | John Hurt, Jeremy Kemp                                       | Drame                      |                                                                |
| Equus                                                      | Sidney Lumet                             | Richard Burton, Peter Firth                                  | Drame                      |                                                                |
| L'Espion qui m'aimait                                      | Lewis Gilbert                            | Roger Moore, Barbara Bach, Curd Jürgens                      | Espionnage /Action         |                                                                |
| Le Cercle infernal (Full Circle)                           | Richard Loncraine                        | Mia Farrow, Keir Dullea, Tom Conti                           | Horreur                    | Co-production with Canada                                      |
| The Greatest                                               | Tom Gries, Monte Hellman                 | Mohamed Ali, Ernest Borgnine                                 | Film biographique          |                                                                |
| Hardcore                                                   | James Kenelm Clarke                      | Fiona Richmond, Anthony Steel                                | Comédie                    |                                                                |
| Il était une fois la Légion                                | Dick Richards                            | Gene Hackman, Terence Hill, Catherine Deneuve, Max von Sydow | Aventure                   |                                                                |
| It Shouldn't Happen to a Vet                               | Eric Till                                |                                                              |                            | Entered into the 10th Moscow International Film Festival       |
| Jabberwocky                                                | Terry Gilliam                            | Michael Palin, Harry H. Corbett                              | Comédie                    |                                                                |
| Joseph Andrews                                             | Tony Richardson                          | Ann-Margret, Peter Firth                                     | Comédie                    |                                                                |
| Jubilee                                                    | Derek Jarman                             | Jenny Runacre, Ian Charleson, Nell Campbell                  | Punk/Avant-garde           |                                                                |
| Medusa                                                     | Gordon Hessler                           | George Hamilton, Luciana Paluzzi                             | Crime                      | Co-production with Greece                                      |
| No. 1 of the Secret Service                                | Lindsay Shonteff                         | Nicky Henson, Richard Todd                                   | Espionnage /Action/Comédie |                                                                |
| Le Zombie venu d'ailleurs (Prey)                           | Norman J. Warren                         | Barry Stokes, Glory Annen                                    | Science-fiction            |                                                                |
| Le Prince et le Pauvre                                     | Richard Fleischer                        | Oliver Reed, Raquel Welch, Mark Lester, Charlton Heston      | Aventure                   |                                                                |
| Seven Nights in Japan                                      | Lewis Gilbert                            | Michael York, Hidemi Aoki                                    | Romance                    |                                                                |
| Sinbad et l'Œil du tigre (Sinbad and the Eye of the Tiger) | Sam Wanamaker                            | Patrick Wayne, Jane Seymour, Patrick Troughton               | Fantasy/Aventure           |                                                                |
| Sky Pirates                                                | C.M. Pennington-Richards                 | Bill Maynard, Reginald Marsh                                 | Family/Aventure            |                                                                |
| Spectre                                                    | Clive Donner                             | Robert Culp, Gig Young                                       | Occult Drame               | Originally made for US television released as a film in the UK |
| The Squeeze                                                | Michael Apted                            | Stacy Keach, Edward Fox, David Hemmings                      | Crime/Thriller             |                                                                |
| Stand Up, Virgin Soldiers                                  | Norman Cohen                             | Robin Askwith, Nigel Davenport                               | Comédie                    |                                                                |
| Sweeney!                                                   | David Wickes                             | John Thaw, Dennis Waterman                                   | Crime                      | Cinematic spin-off of the TV series                            |
| That's Carry On!                                           | Gerald Thomas                            | Kenneth Williams, Barbara Windsor                            | Comédie                    | A compilation of the highlights of the Carry On films          |
| Three Dangerous Ladies                                     | Alvin Rakoff, Robert Fuest, Don Thompson | John Hurt, Glynis Johns                                      | Anthology                  |                                                                |
| Tintorera                                                  | René Cardona Jr.                         | Susan George, Hugo Stiglitz                                  | Horreur                    | Co-production with Mexico                                      |
| Un pont trop loin (A Bridge Too Far)                       | Richard Attenborough                     | Robert Redford, Sean Connery, Gene Hackman, Hardy Krüger     | World War II               |                                                                |
| The Uncanny                                                | Denis Héroux                             | Peter Cushing, Samantha Eggar                                | Horreur                    |                                                                |
| What's Up Nurse!                                           | Derek Ford                               | Nicholas Field, Felicity Devonshire, John Le Mesurier        | Comédie                    |                                                                |
| Wombling Free                                              | Lionel Jeffries                          | David Tomlinson, Frances de la Tour                          | Animation                  |                                                                |

## 1978
| Titre                                            | Réalisateurs          | Distribution                                                  | Genre                   | Notes                                                                                     |
| ------------------------------------------------ | --------------------- | ------------------------------------------------------------- | ----------------------- | ----------------------------------------------------------------------------------------- |
| Les 39 Marches                                   | Don Sharp             | Robert Powell, David Warner                                   | Thriller                | Previously filmed in 1935 and 1959                                                        |
| Absolution                                       | Anthony Page          | Richard Burton, Dominic Guard                                 | Thriller                |                                                                                           |
| Banco à Las Vegas                                | Ivan Passer           | Michael Caine, Cybill Shepherd, Louis Jourdan                 | Comédie                 |                                                                                           |
| Carry On Emmannuelle                             | Gerald Thomas         | Kenneth Connor, Suzanne Danielle                              | Comédie                 |                                                                                           |
| Ces garçons qui venaient du Brésil               | Franklin J. Schaffner | Gregory Peck, Laurence Olivier, James Mason                   | Thriller                | Co-production with the US                                                                 |
| Hallucinations                                   | Pete Walker           | Jack Jones, Pamela Stephenson, David Doyle, Bill Owen         | Horreur                 |                                                                                           |
| Le Cri du sorcier                                | Jerzy Skolimowski     | Alan Bates, Susannah York, John Hurt                          | Horreur                 |                                                                                           |
| Les Enfants de la rivière (The Water Babies)     | Lionel Jeffries       | James Mason, Bernard Cribbins, Billie Whitelaw                | Family/Animated         |                                                                                           |
| La Folle Escapade (Watership Down)               | Martin Rosen          | John Hurt, Richard Briers, Zero Mostel                        | Animated Drame          | This was Zero Mostel's last film                                                          |
| Give Us Tomorrow                                 | Donovan Winter        | Sylvia Syms, Derren Nesbitt                                   | Crime                   |                                                                                           |
| Le Grand Sommeil                                 | Michael Winner        | Robert Mitchum, Sarah Miles                                   | Crime Drame             |                                                                                           |
| La Grande Menace                                 | Jack Gold             | Lino Ventura, Richard Burton, Lee Remick                      | Thriller                |                                                                                           |
| Home Before Midnight                             | Pete Walker           | James Aubrey, Alison Elliott, Richard Todd                    | Drame                   |                                                                                           |
| Intimate Games                                   | Tudor Gates           | George Baker, Felicity Devonshire                             | Comédie                 |                                                                                           |
| Sanglant Voyage scolaire                         | Alan Birkinshaw       | Anthony Forrest, David Jackson                                | Horreur                 |                                                                                           |
| The Legacy                                       | Richard Marquand      | Katharine Ross, Sam Elliott                                   | Horreur                 |                                                                                           |
| Leopard in the Snow                              | Gerry O'Hara          | Keir Dullea, Susan Penhaligon                                 | Drame                   |                                                                                           |
| Let's Get Laid                                   | James Kenelm Clarke   | Robin Askwith, Fiona Richmond                                 | Comédie                 |                                                                                           |
| Long Shot                                        | Maurice Hatton        | Charles Gormley, Neville Smith, Susannah York                 | Drame                   |                                                                                           |
| La Malédiction de la Panthère rose               | Blake Edwards         | Peter Sellers, Herbert Lom                                    | Comédie                 |                                                                                           |
| Midnight Express                                 | Alan Parker           | Brad Davis, Randy Quaid, John Hurt                            | Prison Drame            |                                                                                           |
| Mort sur le Nil                                  | John Guillermin       | Peter Ustinov, David Niven, Mia Farrow, Jane Birkin           | Suspense                | Based on the Agatha Christie novel                                                        |
| The Odd Job                                      | Peter Medak           | David Jason, Graham Chapman                                   | Comédie                 |                                                                                           |
| Les Oies sauvages                                | Andrew V. McLaglen    | Richard Burton, Roger Moore, Richard Harris, Hardy Krüger     | Action                  |                                                                                           |
| L'ouragan vient de Navarone                      | Guy Hamilton          | Robert Shaw, Harrison Ford, Franco Nero                       | World War II/Aventure   |                                                                                           |
| The Playbirds                                    | Willy Roe             | Alan Lake, Glynn Edwards                                      | Crime                   |                                                                                           |
| Le Jeu de la puissance                           | Martyn Burke          | Peter O'Toole, David Hemmings                                 | Thriller                | Co-production with Canada                                                                 |
| Rosie Dixon - Night Nurse                        | Justin Cartwright     | Debbie Ash, Carolyne Argyle                                   | Comédie                 |                                                                                           |
| The Sailor's Return                              | Jack Gold             | Tom Bell, Shope Shodeinde                                     | Drame                   |                                                                                           |
| Sammy's Super T-Shirt                            | Jeremy Summers        | Reggie Winch, Lawrie Mark                                     | Family                  |                                                                                           |
| Les Sept Cités d'Atlantis (Warlords of Atlantis) | Kevin Connor          | Doug McClure                                                  | Science-fiction/Fantasy |                                                                                           |
| Stevie                                           | Robert Enders         | Glenda Jackson, Mona Washbourne                               | Film biographique       |                                                                                           |
| The Stud                                         | Quentin Masters       | Joan Collins, Oliver Tobias                                   | Drame                   |                                                                                           |
| Superman                                         | Richard Donner        | Christopher Reeve, Margot Kidder, Gene Hackman, Marlon Brando | Aventure                | Co-production with US                                                                     |
| Sweeney 2                                        | Tom Clegg             | John Thaw, Dennis Waterman                                    | Crime                   | Second cinematic spin-off of the TV series                                                |
| Terror                                           | Norman J. Warren      | John Nolan, Carolyn Courage                                   | Horreur                 |                                                                                           |
| Tomorrow Never Comes                             | Peter Collinson       | Oliver Reed, Susan George                                     | Crime                   | Co-production with Canada, entered into the Festival international du film de Moscou 1979 |
| What's Up Superdoc!                              | Derek Ford            | Christopher Mitchell, Julia Goodman, Harry H. Corbett         | Comédie                 |                                                                                           |

## 1979
| Titre                                         | Réalisateurs              | Distribution                                                 | Genre                 | Notes                                      |
| --------------------------------------------- | ------------------------- | ------------------------------------------------------------ | --------------------- | ------------------------------------------ |
| Agatha                                        | Michael Apted             | Dustin Hoffman, Vanessa Redgrave                             | Mystery               |                                            |
| Alien                                         | Ridley Scott              | Sigourney Weaver, John Hurt                                  | Science-fiction       | Co-production with the US                  |
| Anti-Clock                                    | Jane Arden                | Sebastian Saville                                            | Drame                 |                                            |
| L'Arme au poing (Firepower)                   | Michael Winner            | Sophia Loren, James Coburn                                   | Action                |                                            |
| The Bitch                                     | Gerry O'Hara              | Joan Collins                                                 | Drame                 |                                            |
| Bloody Kids                                   | Stephen Frears            | Derrick O'Connor, Gary Holton                                | Drame                 |                                            |
| Bons baisers d'Athènes (Escape to Athena)     | George P. Cosmatos        | Roger Moore, Telly Savalas, David Niven                      | World War II Aventure |                                            |
| Le Chat et le Canari (The Cat and the Canary) | Radley Metzger            | Honor Blackman, Edward Fox, Olivia Hussey, Wendy Hiller      | Thriller              |                                            |
| Confessions from the David Galaxy Affair      | Willy Roe                 | Alan Lake, Mary Millington                                   | Comédie               |                                            |
| Derek and Clive Get the Horn                  | Russell Mulcahy           | Peter Cook, Dudley Moore                                     | Documentaire          |                                            |
| Dracula                                       | John Badham               | Frank Langella, Kate Nelligan, Laurence Olivier              | Horreur               |                                            |
| L'Étalon de guerre                            | Anthony Harvey            | Martin Sheen, Sam Waterston, Harvey Keitel                   | Western               |                                            |
| Les Européens (The Europeans)                 | James Ivory               | Lee Remick                                                   | Literary Drame        | Entered into the Festival de Cannes 1979   |
| The Golden Lady                               | José Ramón Larraz         | Ina Skriver, June Chadwick, Desmond Llewelyn                 | Thriller              |                                            |
| La Grande Attaque du train d'or               | Michael Crichton          | Sean Connery, Donald Sutherland, Lesley-Anne Down            | Crime/Aventure        |                                            |
| The Great Riviera Bank Robbery                | Francis Megahy            | Ian McShane, Warren Clarke                                   | Crime/Thriller        |                                            |
| Guerre et Passion (Hanover Street)            | Peter Hyams               | Harrison Ford, Lesley-Anne Down, Christopher Plummer         | World War II/Romance  |                                            |
| The Human Factor                              | Otto Preminger            | Richard Attenborough, Nicol Williamson                       | Thriller              |                                            |
| Jésus (Jesus)                                 | Peter Sykes, Peter Heyman | Brian Deacon, Joseph Shiloach                                | Biblical              |                                            |
| The Kids Are Alright                          | Jeff Stein                | The Who                                                      | Documentaire          |                                            |
| Licensed to Love and Kill                     | Lindsay Shonteff          | Gareth Hunt, Fiona Curzon                                    | Espionnage /Action    |                                            |
| Lost and Found                                | Melvin Frank              | George Segal, Glenda Jackson                                 | Romance/Comédie       |                                            |
| Les Loups de haute mer                        | Andrew V. McLaglen        | Roger Moore, Anthony Perkins, James Mason                    | Action                |                                            |
| Meetings with Remarkable Men                  | Peter Brook               | Terence Stamp, Athol Fugard                                  | Drame                 | Entered into the Berlinale 1979            |
| Meurtre par décret                            | Bob Clark                 | Christopher Plummer, James Mason, Geneviève Bujold           | Mystery               |                                            |
| Monty Python : La Vie de Brian                | Terry Jones               | The members of Monty Python, Gwen Taylor, Charles McKeown    | Comédie               | Number 28 in the BFI Top 100 British films |
| Moonraker                                     | Lewis Gilbert             | Roger Moore, Michael Lonsdale, Lois Chiles                   | Espionnage /Action    |                                            |
| The Music Machine                             | Ian Sharp                 | Gerry Sundquist, Patti Boulaye                               | Musical               |                                            |
| Passeur d'hommes                              | J. Lee Thompson           | Anthony Quinn, James Mason                                   | World War II          |                                            |
| The Plank                                     | Eric Sykes                | Eric Sykes, Arthur Lowe                                      | Comédie               |                                            |
| Le Putsch des mercenaires (Game for Vultures) | James Fargo               | Richard Harris, Joan Collins, Richard Roundtree              | Thriller              |                                            |
| Quadrophenia                                  | Franc Roddam              | Phil Daniels, Leslie Ash, Philip Davis, Mark Wingett         | Musical               |                                            |
| The Quatermass Conclusion                     | Piers Haggard             | John Mills, Barbara Kellerman                                | Science-fiction       | Based on the TV series Quatermass          |
| Quincy's Quest                                | Robert Reed               | Tommy Steele, Mel Martin                                     | Family                |                                            |
| Radio On                                      | Christopher Petit         | David Beames                                                 | Mystery/Road          |                                            |
| The Riddle of the Sands                       | Tony Maylam               | Michael York, Jenny Agutter                                  | Aventure              |                                            |
| Scum                                          | Alan Clarke               | Ray Winstone, Mick Ford, Julian Firth (en)                   | Prison Drame          |                                            |
| Le Secret de la banquise                      | Don Sharp                 | Donald Sutherland, Vanessa Redgrave, Richard Widmark         | Aventure              | Co-production with Canada                  |
| A Sense of Freedom                            | John Mackenzie            | David Hayman, Fulton Mackay                                  | Drame                 |                                            |
| Sunburn, coup de soleil                       | Richard C. Sarafian       | Farrah Fawcett, Charles Grodin                               | Crime/Comédie         | Co-production with the US                  |
| Tarka the Otter                               | David Cobham              | Henry Williamson, Gerald Durrell                             | Family                |                                            |
| La Tempête (The Tempest)                      | Derek Jarman              | Heathcote Williams, Toyah Willcox                            | Shakespearean         |                                            |
| Tess                                          | Roman Polanski            | Nastassja Kinski, Peter Firth                                | Literary Drame        |                                            |
| That Summer                                   | Harley Cokeliss           | Ray Winstone, Tony London                                    | Drame                 |                                            |
| Le Trésor de la montagne sacrée               | Kevin Connor              | Christopher Lee, Oliver Tobias, Milo O'Shea                  | Fantasy/Aventure      |                                            |
| Une femme disparaît (The Lady Vanishes)       | Anthony Page              | Elliott Gould, Cybill Shepherd, Herbert Lom, Angela Lansbury | Mystery               |                                            |
| The World Is Full of Married Men              | Robert Young              | Anthony Franciosa, Carroll Baker                             | Drame                 |                                            |
| Yanks                                         | John Schlesinger          | Richard Gere, Vanessa Redgrave, Lisa Eichhorn                | World War II          |                                            |
| Yesterday's Hero                              | Neil Leifer               | Ian McShane, Suzanne Somers                                  | Drame                 |                                            |